# LOL: Si te ríes, pierdes
LOLː Si te ríes, pierdes és un programa de televisió de competició de comèdia. Es tracta de l'adaptació espanyola del programa japonès; Hitoshi Matsumoto Presents Documental. Es va estrenar el 14 de maig de 2021 a Amazon Prime Video. El format està dirigit per Rodrigo Sopeña. y presentado por Santiago Segura i Xavier Deltell.
La primera edició del format va comptar amb Silvia Abril, Yolanda Ramos, Edu Soto, David Fernández, Rossy de Palma, El Monaguillo, Paco Collado, Arévalo, Mario Vaquerizo i Carolina Noriega com a concursants.
El 30 d'agost de 2021 es va anunciar que el programa havia renovat per una segona edició amb Silvia Abril com a presentadora.

## Format
Deu populars còmics espanyols competiran per veure qui pot mantenir-se seriosos i alhora fer riure als seus oponents en un període i en diferents estils de la comèdia com la interpretació o l'estand-up, estaran vigilats per més de cinquanta càmeres que controlaran cadascun dels seus moviments.

## Equip

### Presentadors
| Prime Video       | Prime Video | Prime Video | Prime Video |
| Edicions          | 1.ª         | 2.ª         | 3.ª         |
| Any               | 2021        | 2022        | 2023        |
| ----------------- | ----------- | ----------- | ----------- |
| Santiago Segura   |             |             |             |
| Xavier Deltell    |             |             |             |
| Silvia Abril      |             |             |             |
| Carolina Iglesias |             |             |             |

### Invitats
| Prime Video     | Prime Video | Prime Video | Prime Video |
| Edicions        | 1.ª         | 2.ª         | 3.ª         |
| Any             | 2021        | 2022        | 2023        |
| --------------- | ----------- | ----------- | ----------- |
| Cañita Brava    |             |             |             |
| Santiago Segura |             |             |             |
| Xavier Deltell  |             |             |             |
| Pepe Viyuela    |             |             |             |
| Yolanda Ramos   |             |             |             |
| Manel Fuentes   |             |             |             |
| Pablo Chiapella |             |             |             |

## LOLː Si te ríes, pierdes (2021)
El 30 de setembre de 2020 es va anunciar que Santiago Segura seria l'encarregat de portar els comandaments del programa. Dies més tard es va confirmar que Silvia Abril, Anabel Alonso, Yolanda Ramos, Edu Soto, Arévalo i Mario Vaquerizo serien els concursants. En octubre d'aquest mateix any es van anunciar la resta de concursants i la baixa d'Anabel Alonso.

### Concursants
| Nom              | Procedència | Edat    | Professió                | Informació    |
| ---------------- | ----------- | ------- | ------------------------ | ------------- |
| Mario Vaquerizo  | Madrid      | 46 anys | Cantant                  | Guantador     |
| Edu Soto         | Barcelona   | 42 anys | Humorista i actor        | 8è expulsat   |
| Sílvia Abril     | Barcelona   | 50 anys | Còmica i actriu          | 7ns expulsats |
| David Fernández  | Barcelona   | 50 anys | Humorista                | 7ns expulsats |
| El Monaguillo    | Marbella    | 47 anys | Humorista i monologuista | 6è expulsat   |
| Carolina Noriega | Madrid      | 47 anys | Guionista i còmica       | 5.ª expulsada |
| Rossy de Palma   | Palma       | 56 anys | Model i actriu           | 4a expulsada  |
| Paco Collado     | Madrid      | 60 anys | Actor i humorista        | 3r expulsat   |
| Paco Arévalo     | Madrid      | 73 anys | Humorista i actor        | 2n expulsat   |
| Yolanda Ramos    | Barcelona   | 52 anys | Actriu i humorista       | 1a expulsada  |

### Episodis
| Data       | Característiques del programa                                                                |
| ---------- | -------------------------------------------------------------------------------------------- |
| 14/05/2021 | Programa 1 / Eliminació de Yolanda Ramos                                                     |
| 14/05/2021 | Programa 2 / Eliminació de Paco Arévalo                                                      |
| 14/05/2021 | Programa 3 / Eliminació de Paco Collado                                                      |
| 14/05/2021 | Programa 4 / Eliminació de Rossy de Palma i Carolina Noriega                                 |
| 14/05/2021 | Programa 5 / Eliminació diEl Monaguillo                                                      |
| 21/05/2021 | Programa 6 / Guanyadorː Mario Vaquerizo2nː Edu Soto / 3rː Silvia Abril / 4tː David Fernández |

## LOLː Si te ríes, pierdes (2022)
El dia 30 d'agost de 2021 es va anunciar que el programa havia renovat per una segona edició amb Sílvia Abril i Carolina Iglesias com a presentadores. A l'octubre d'aquest mateix any es va confirmar que Yolanda Ramos tornaria al programa com a concursant.

### Concursants
| Nom             | Procedència | Edat    | Professió                     | Informació   |
| --------------- | ----------- | ------- | ----------------------------- | ------------ |
| Carlos Areces   | Madrid      | 45 anys | Actor i dibuixant             | Guanyador    |
| Antón Lofer     | Barcelona   | 30 anys | YouTuber i escriptor          | 9è expulsat  |
| Luis Piedrahita | La Corunya  | 44 anys | Mag i humorista               | 8è expulsat  |
| Lorena Castell  | Barcelona   | 40 anys | Presentadora i col·laboradora | 7a expulsada |
| Anabel Alonso   | Barakaldo   | 56 anys | Actriu i humorista            | 6a expulsada |
| Juan Amodeo     | Sevilla     | 28 anys | Humorista i influencer        | 5è expulsat  |
| J. J. Vaquero   | Valladolid  | 48 anys | Monologuista                  | 4t expulsat  |
| Patricia Conde  | Valladolid  | 42 anys | Presentadora                  | 3a expulsada |
| Henar Álvarez   | Madrid      | 37 anys | Guionista i humorista         | 2a expulsada |
| Yolanda Ramos   | Barcelona   | 53 anys | Actriu i humorista            | 1a expulsada |

### Episodis
| Data       | Característiques del programa                                              |
| ---------- | -------------------------------------------------------------------------- |
| 20/05/2022 | Programa 1 / Presentació dels concursants                                  |
| 20/05/2022 | Programa 2 / Eliminació de Yolanda Ramos                                   |
| 20/05/2022 | Programa 3 / Eliminació de Henar Álvarez                                   |
| 20/05/2022 | Programa 4 / Eliminació de Patricia Conde i J. J. Vaquero                  |
| 20/05/2022 | Programa 5 / Eliminació de Juan Amodeo, Anabel Alonso i Lorena Castell     |
| 20/05/2022 | Programa 6 / Guanyador: Carlos Areces2n: Antón Lofer / 3r: Luis Piedrahita |

## Palmarès deLOLː Si te ríes, pierdes
| Edició                    | Data | Guanyador       | 2n lloc     | 3r lloc                      |
| ------------------------- | ---- | --------------- | ----------- | ---------------------------- |
| LOLː Si te ríes pierdes 1 | 2021 | Mario Vaquerizo | Edu Soto    | Silvia Abril David Fernández |
| LOLː Si te ríes pierdes 2 | 2022 | Carlos Areces   | Antón Lofer | Luis Piedrahita              |
| LOLː Si te ríes pierdes 3 | 2023 |                 |             |                              |

## Crítica
La pàgina web Espinof el va qualificar de "creuament entre 'Gran Hermano' i 'No te rías que es peor' poc inspirat. Berto Molina a El Confidencial, loa la idea i el càsting de participants, però considera que els riures no són tants com caldria esperar.